# Superoxid dismutază

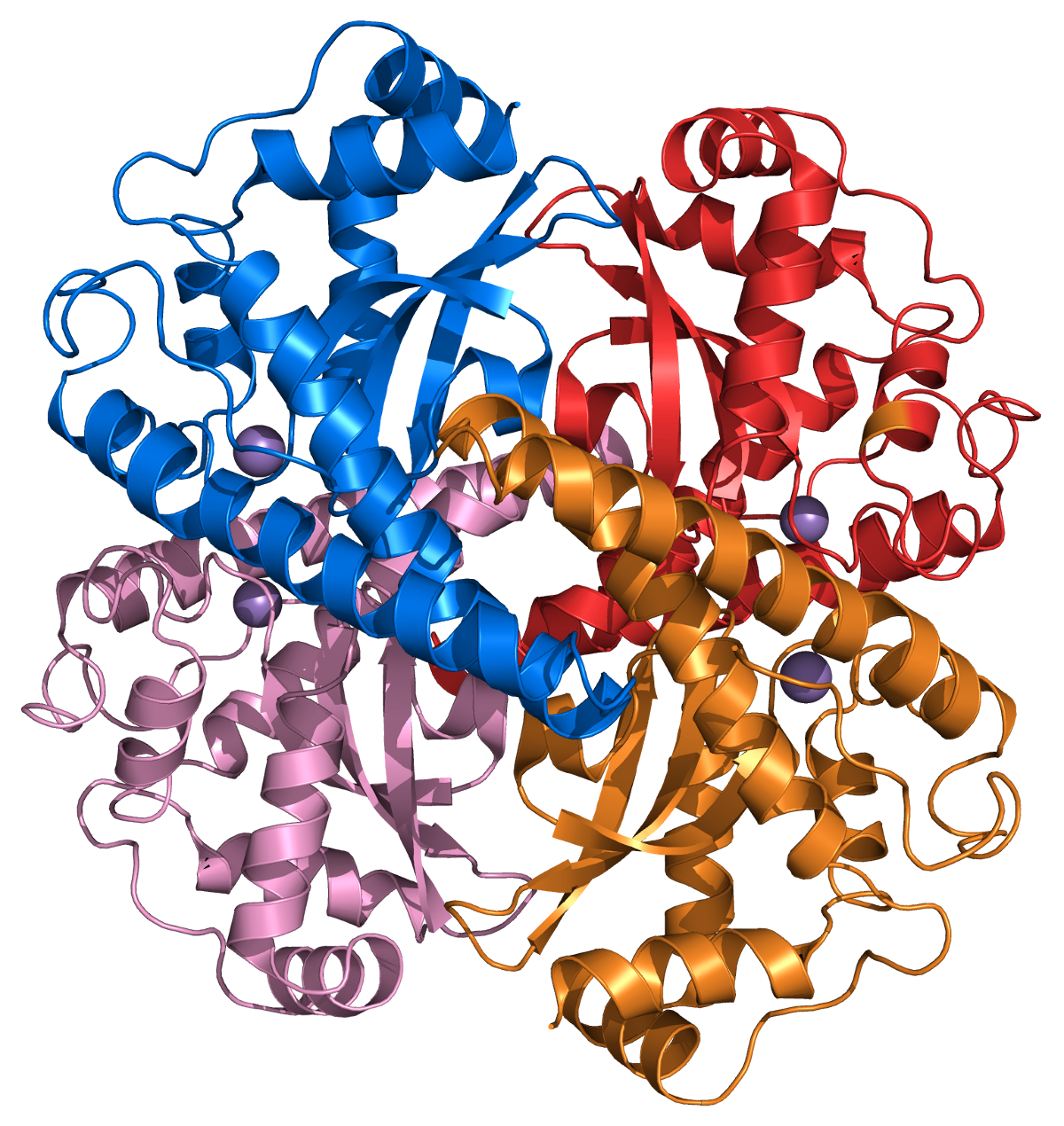
Structura unui tetramer de SOD2 umană.

Superoxid dismutaza (SOD, EC 1.15.1.1) este o enzimă care catalizează reacția de dismutare a anionului superoxid (O2−) la oxigen (O2) și peroxid de hidrogen (H2O2). Superoxidul este produs în organism ca produs secundar al metabolismului oxigenului (fiind o specie reactivă de oxigen), iar dacă nu este neutralizat, poate cauza distrugere celulară. Peroxidul de hidrogen produs este de asemenea dăunător, și este descompus în continuare sub acțiunea unei enzime denumită catalaze. Astfel, SOD este un antioxidant și joacă un rol important în metabolismul compușilor cu oxigen la majoritatea celulelor vii.

## Reacție chimică
Superoxid dismutaza catalizează reacția de disproporționare a anionului superoxid:
2O2-(O2· + O2·) + 2H+ → H2O2 + O2
Reacția mai poate fi scrisă și astfel:
{\displaystyle {\ce {2 HO2 -> O2 + H2O2}}}